# Резольвента інтегрального рівняння
Розглянемо інтегральне рівняння:
{\displaystyle f(s)+\lambda \int \limits _{a}^{b}K(s,\;t)\varphi (t)\,dt=\varphi (s).\qquad (*)}
Резольвентою інтегрального рівняння, або його розв'язним ядром називають таку функцію {\displaystyle \Gamma (s,\;t,\;\lambda )} змінних {\displaystyle s}, {\displaystyle t} і параметра {\displaystyle \lambda }, що розв'язок рівняння (*) подається у вигляді:
{\displaystyle u^{*}(s)=f(s)+\lambda \int \limits _{a}^{b}\Gamma (s,\;t,\;\lambda )f(t)\,dt.}
При цьому {\displaystyle \lambda } не повинна бути власним числом рівняння (*).

## Приклад
Нехай рівняння (*) має ядро {\displaystyle K(s,\;t)=s+t}, тобто саме рівняння має вигляд:
{\displaystyle \varphi (s)+\lambda \int \limits _{a}^{b}(s+t)\varphi (t)\,dt=f(s).}
Тоді його резольвентою є функція
{\displaystyle \Gamma (s,\;t,\;\lambda )={\frac {s+t-\lambda \left({\dfrac {s+t}{2}}-st-{\dfrac {1}{3}}\right)}{1-\lambda -{\dfrac {\lambda ^{2}}{12}}}}.}

## Резольвента лінійного оператора
Нехай {\displaystyle A} — лінійний оператор. Тоді його резольвентою називають операторнозначну функцію
{\displaystyle R(z)=(A-zE)^{-1}},
де {\displaystyle E} — тотожний оператор, а {\displaystyle z} — комплексне число, з резольвентної множини, тобто такої множини, що {\displaystyle R(z)} є обмеженим оператором.
Це поняття використовується для розв'язування неоднорідного рівняння Фредгольма другого роду.